# Panamá nos Jogos Pan-Americanos de 1999
O Panamá competiu nos Jogos Pan-Americanos de 1999, em Winnipeg, no Canadá.